# Diócesis de Lae
La diócesis de Lae (en latín: Dioecesis Laënsis y en inglés: Roman Catholic Diocese of Lae) es una circunscripción eclesiástica de la Iglesia católica en Papúa Nueva Guinea. Se trata de una diócesis latina, sufragánea de la arquidiócesis de Madang. Desde el 10 de octubre de 2018 su obispo es Rozario Menezes, de la Compañía de María Monfortana.

## Territorio y organización
La diócesis tiene 36 968 km² y extiende su jurisdicción sobre los fieles católicos de rito latino residentes en la provincia de Morobe.
La sede de la diócesis se encuentra en la ciudad de Lae, en donde se halla la Catedral de Santa María.
En 2023 en la diócesis existían 24 parroquias.

## Historia
El vicariato apostólico de Lae fue erigido el 18 de junio de 1959 mediante la bula Prophetica vox del papa Juan XXIII, obteniendo el territorio del vicariato apostólico de Alexishafen (hoy arquidiócesis de Madang).
El 15 de noviembre de 1966 el vicariato apostólico fue elevado a diócesis mediante la bula Laeta incrementa del papa Pablo VI.

## Estadísticas
Según el Anuario Pontificio 2024 la diócesis tenía a fines de 2023 un total de 49 000 fieles bautizados.
| Año                                                                             | Población            | Población | Población      | Sacerdotes | Sacerdotes    | Sacerdotes    | Bautizados por sacerdote | Diáconos permanentes | Religiosos | Religiosos | Parroquias |
| Año                                                                             | Bautizados católicos | Total     | % de católicos | Total      | Clero secular | Clero regular | Bautizados por sacerdote | Diáconos permanentes | Varones    | Mujeres    | Parroquias |
| ------------------------------------------------------------------------------- | -------------------- | --------- | -------------- | ---------- | ------------- | ------------- | ------------------------ | -------------------- | ---------- | ---------- | ---------- |
| 1970                                                                            | 7301                 | 214 303   | 3.4            | 8          |               | 8             | 912                      |                      | 16         | 5          |            |
| 1980                                                                            | 16 000               | 275 000   | 5.8            | 7          |               | 7             | 2285                     |                      | 10         | 10         |            |
| 1990                                                                            | 20 000               | 360 000   | 5.6            | 14         | 1             | 13            | 1428                     |                      | 22         | 6          | 9          |
| 1999                                                                            | 32 000               | 422 000   | 7.6            | 14         | 4             | 10            | 2285                     |                      | 26         | 7          | 13         |
| 2000                                                                            | 32 500               | 440 000   | 7.4            | 11         | 3             | 8             | 2954                     |                      | 16         | 6          | 13         |
| 2001                                                                            | 35 000               | 450 000   | 7.8            | 13         | 3             | 10            | 2692                     |                      | 18         | 6          | 12         |
| 2002                                                                            | 35 000               | 536 917   | 6.5            | 12         | 3             | 9             | 2916                     |                      | 19         | 7          | 13         |
| 2003                                                                            | 30 000               | 540 000   | 5.6            | 12         | 3             | 9             | 2500                     |                      | 19         | 8          | 13         |
| 2004                                                                            | 30 000               | 430 000   | 7.0            | 16         | 4             | 12            | 1875                     |                      | 25         | 8          | ?          |
| 2013                                                                            | 36 400               | 657 000   | 5.5            | 16         | 3             | 13            | 2275                     |                      | 21         | 9          | 18         |
| 2016                                                                            | 35 600               | 686 080   | 5.2            | 13         | 6             | 7             | 2738                     |                      | 13         | 9          | 18         |
| 2019                                                                            | 41 000               | 696 300   | 5.9            | 14         | 5             | 9             | 2928                     |                      | 18         | 14         | 18         |
| 2021                                                                            | 45 000               | 699 100   | 6.4            | 16         | 4             | 12            | 2812                     |                      | 15         | 11         | 23         |
| 2023                                                                            | 49 000               | 728 880   | 6.7            | 25         | 5             | 20            | 1960                     |                      | 25         | 9          | 24         |
| Fuente: Catholic-Hierarchy, que a su vez toma los datos del Anuario Pontificio. |                      |           |                |            |               |               |                          |                      |            |            |            |

## Episcopologio
- Henry Anthony A. van Lieshout, C.M.M. † (15 de noviembre de 1966-15 de enero de 2007 retirado)
- Christian Blouin, C.M.M. † (15 de enero de 2007-10 de octubre de 2018 retirado)
- Rozario Menezes, S.M.M., desde el 10 de octubre de 2018